# Подкорытова (Курганская область)
Подкорытова — деревня в Далматовском районе Курганской области. Входит в состав Смирновского сельсовета.

## История
До 1917 года входила в состав Замараевской волости Шадринского уезда Пермской губернии. По данным на 1926 год состояла из 146 хозяйств. В административном отношении являлась центром Подкорытовского сельсовета Далматовского района Шадринского округа Уральской области.

## Население
| 1989 | 2002 | 2010 |
| ---- | ---- | ---- |
| 67   | ↘30  | ↘7   |

По данным переписи 1926 года в деревне проживало 615 человек (271 мужчина и 344 женщины), в том числе: русские составляли 100 % населения.